# Calvin Richardson
Calvin Richardson (5 luglio 1994) è un ballerino australiano, primo ballerino del Royal Ballet dal 2024.

## Biografia
Nato e cresciuto a Traralgon, Calvin Richardson ha iniziato a danzare all'età di cinque anni e a quindici è stato ammesso alla Victoria School of the Arts. Nel 2012 è stato tra i finalisti del Prix de Lausanne, ottenendo una borsa di studio per la Royal Ballet School, dove ha continuato a perfezionarsi fino al 2014. Durante il suo ultimo anno di studi ha coreografato una propria versione de La morte del cigno, portandola poi personalmente in scena alla Royal Opera House e al Lincoln Center. Immediatamente dopo aver conseguito il diploma, è stato scritturato dal Royal Ballet, di cui è diventato primo artista nel 2016. In questa veste ha cominciato a danzare in ruoli di un certo rilievo, inclusi parti principali nelle prime di balletti di Wayne McGregor (Obsidian Tear e Yugen) e Crystal Pite (Flight Pattern). Nel 2018 è stato promosso al rango di solista e nel 2021 a quello di primo solista.
Nella primavera del 2022 ha danzato il suo primo ruolo da protagonista in un balletto in tre atti, quello di Romeo nel Romeo e Giulietta (MacMillan) con Mayara Magri. Nei due anni successivi ha ampliato il proprio repertorio con altri ruoli principali, tra cui il Principe ne Lo schiaccianoci (Wright), Des Grieux in Manon (MacMillan), Basilio in Don Chisciotte (Acosta), Benno ne Il lago dei cigni (Scarlett), lo strumento in The Cellist (Marston), Septimus in Woolf Works (McGregor), Florestan e l'Uccello azzurro ne La bella addormentata (Petipa), Polixenes ne Il racconto d'inverno (Wheeldon) e Oberon in The Dream (Ashton). Al termine della stagione 2023/2024 è stato proclamato primo ballerino della compagnia. In seguito alla promozione a ballerino principale, ha ampliato il suo repertorio con ruoli quali il Principe in Cenerentola (Ashton), Jack in Alice nel Paese delle Meraviglie (Wheeldon) e Lenskij in Onegin (Cranko).
È dichiaratamente gay.